# Coelurus fragilis
Il Celuro (Coelurus fragilis) è un piccolo dinosauro carnivoro descritto da Marsh nel 1879, non più lungo di 1,8 metri, vissuto nel Giurassico superiore negli USA. Noto da resti incompleti, per questo animale è stata istituita la famiglia dei celuridi, che fino a poco tempo fa includeva praticamente tutti i piccoli dinosauri carnivori noti per resti ossei incompleti.

## Classificazione

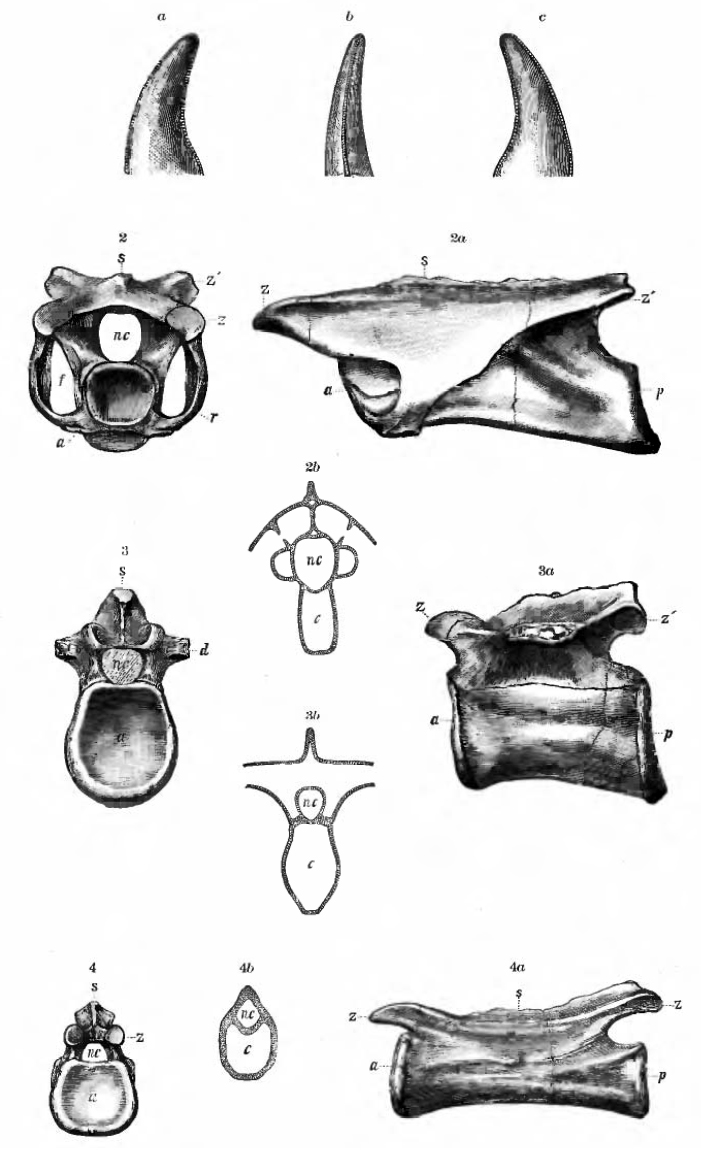
Le ossa cave del Coelurus.

Per molto tempo Coelurus è stato confuso con un animale più o meno simile, Ornitholestes, e una seconda specie (Coelurus agilis) era stata descritta sempre da Marsh.
Nel 1980, però, una revisione dei resti ha portato alla conclusione che non solo Coelurus e Ornitholestes erano due animali molto diversi, ma anche che i resti attribuiti alla seconda specie provenivano addirittura dallo stesso esemplare sul quale era stata istituita la specie tipo.

## Descrizione
Coelurus era un dinosauro teropode celurosauro, dalla costituzione leggerissima e dalle vertebre cave (il nome significa "coda cava"). Le zampe posteriori di questo animale erano molto lunghe e snelle, mentre quelle anteriori erano corte ma gracili allo stesso modo.